# Splash Waterfalls
«Splash Waterfalls» — второй сингл Ludacris'а из альбома Chicken-N-Beer. Видео описывает любовь между двумя людьми. Кроме того, другие интимные чувства и мысли тоже приводятся в песне. Видео напоминает сингл Лудакриса под названием «What's Your Fantasy».

## Ремикс
Официальный ремикс сделал Tony! Toni! Toné!, песня называлась «Whatever You Want»

## Чарты
"Splash Waterfalls" был хорошо воспринят критиками что привело к высшим строчках Billboard чатов.
| Чарт                                            | Позиция |
| ----------------------------------------------- | ------- |
| U.S. Billboard Hot 100                          | 6       |
| U.S. Billboard Hot R&B/Hip-Hop Singles & Tracks | 2       |
| U.S. Billboard Hot Rap Tracks                   | 3       |
| U.S. Billboard Rhythmic Top 40                  | 5       |
| U.S. Billboard Top 40 Tracks                    | 25      |

## Композиторы
Композиторами песни стали:
- Guy, M.
- Mizell, L.
- Bridges, C